# Głęboka (Ząbkowice Śląskie)
Pour les articles homonymes, voir Głęboka.
Głęboka est une localité polonaise de la gmina de Ziębice, située dans le powiat de Ząbkowice Śląskie en voïvodie de Basse-Silésie.